# Diepak Chitan
Diepakkoemar (Diepak) Chitan is een Surinaams politicus. Hij begon zijn politieke loopbaan bij Pertjajah Luhur (PL), waarvoor hij in 2010 in het district Saramacca werd gekozen als lid was van De Nationale Assemblée (DNA). Kort na zijn herverkiezing in 2015 stapte hij samen met Raymond Sapoen uit de PL, waarbij ze vasthielden aan hun zetel. In 2017 zetten ze de Hervormings- en Vernieuwingsbeweging in de PL om in een nieuwe politieke partij. In 2021 keerde hij terug naar de PL.

## Biografie
Chitan heeft een agrarische achtergrond. Hij stelde zich tijdens de verkiezingen van 25 mei 2010 verkiesbaar voor de PL, die deelnam als veruit grootste partij binnen de VolksAlliantie. Een maand na de verkiezingen bracht partijleider Paul Somohardjo naar buiten dat drie van zijn partijleden, onder wie Chitan, waren benaderd om over te lopen naar de Nationale Democratische Partij (NDP). Die partij had de verkiezingen gewonnen als deel van de Megacombinatie. De verkenningen voor een nieuw kabinet en een nieuwe president waren op dat moment nog gaande.
In december 2014 zouden er volgens Somohardjo opnieuw pogingen zijn van de NDP om meerdere leden los te weken van zijn partij, onder wie Raymond Sapoen. Enkele weken na de verkiezingen van 2015 stapte Sapoen uit de PL-fractie. Op 17 juni liet Chitan weten Sapoen daarin te ondersteunen. Op dat moment waren er verdenkingen dat de twee politici wilden overstappen naar de NDP.
De Hervormings- en Vernieuwingsbeweging (HVB), die de angel in de conflicten binnen de PL had gevormd, kreeg met het vertrek van Chitan en Sapoen een vaste vorm met een eigen vestiging. Hiervoor zorgde Mike Noersalim in oktober 2015, de minister van Binnenlandse Zaken die tot zijn ministerspost voorzitter was geweest van de beweging binnen de PL.
Er volgden een aantal rechtszaken met het doel beide parlementariërs terug te roepen. Terwijl drie rechtzaken de terugroeping bevestigden, nam DNA onder aanvoering van de NDP een nieuwe terugroepwet aan, zodat Chitan en Sapoen hun zetels zouden kunnen behouden. Op 20 maart 2020 bekrachtigde het Hof van Justitie echter in een onherroepelijk hoger beroep dat Chitan en Sapoen De Nationale Assemblée alsnog moesten verlaten.
Ondertussen werd op 28 oktober 2017 de HVB officieel geproclameerd als politieke partij. De partij deed in acht districten mee tijdens de verkiezingen van 2020. Ze behaalde geen zetels in DNA, maar wel in ressorts en districtsraden in Saramacca. In 2021 keerde Chitan terug naar PL.
Tijdens de verkiezingen van 2025 stond hij op nummer 25 van de lijst van de PL.